# Howz-e Shah-e Bala
Howz-e Shah-e Bala é uma cidade na província de Badaquexão, situada no nordeste do Afeganistão.